# Chrysoprasis dutreuxi
Chrysoprasis dutreuxi là một loài bọ cánh cứng trong họ Cerambycidae.